# Françoise Minkowska
Pour les articles homonymes, voir Minkowski.
Françoise Minkowska-Brokman, née le 22 janvier 1882 à Moscou et morte le 15 novembre 1950 à Paris, est une psychiatre et psychanalyste française, d'origine polonaise.

## Biographie

### Jeunesse et formation
Franziska Brokman naît en 1882 à Moscou de parents juifs polonais, Emil Brokman, un marchand de Kalisz, et Anna Blumenthal, qui divorcent en 1892. Elle effectue sa scolarité secondaire au lycée pour jeunes filles de Varsovie, mais du fait du numerus clausus qui concerne les étudiants juifs, elle ne peut être admise dans une faculté de médecine de l'Empire russe, ce qui la conduit à s'expatrier en Suisse. Elle fait ses études de médecine à l'université de Berne et à celle de Zurich,. Au Burghölzli, elle se spécialise en psychiatrie sous la direction d'Eugen Bleuler et elle fait la connaissance d'Hermann Rorschach, lui aussi élève de Bleuler. Elle obtient son doctorat en médecine en 1909, ce qui lui permet d'exercer la médecine à Kazan, jusqu'en 1912. C'est en Russie qu'elle fait la connaissance d'Eugène Minkowski, dont le parcours s'avère avoir été très semblable au sien.
En 1913, elle épouse Eugène Minkowski. Leurs enfants sont le pédiatre et néonatologiste Alexandre Minkowski (1915-2004) et Jeannine Pilliard-Minkowski, autrice d'un ouvrage consacrée à la vie et à l'œuvre de ses parents.

### Carrière professionnelle

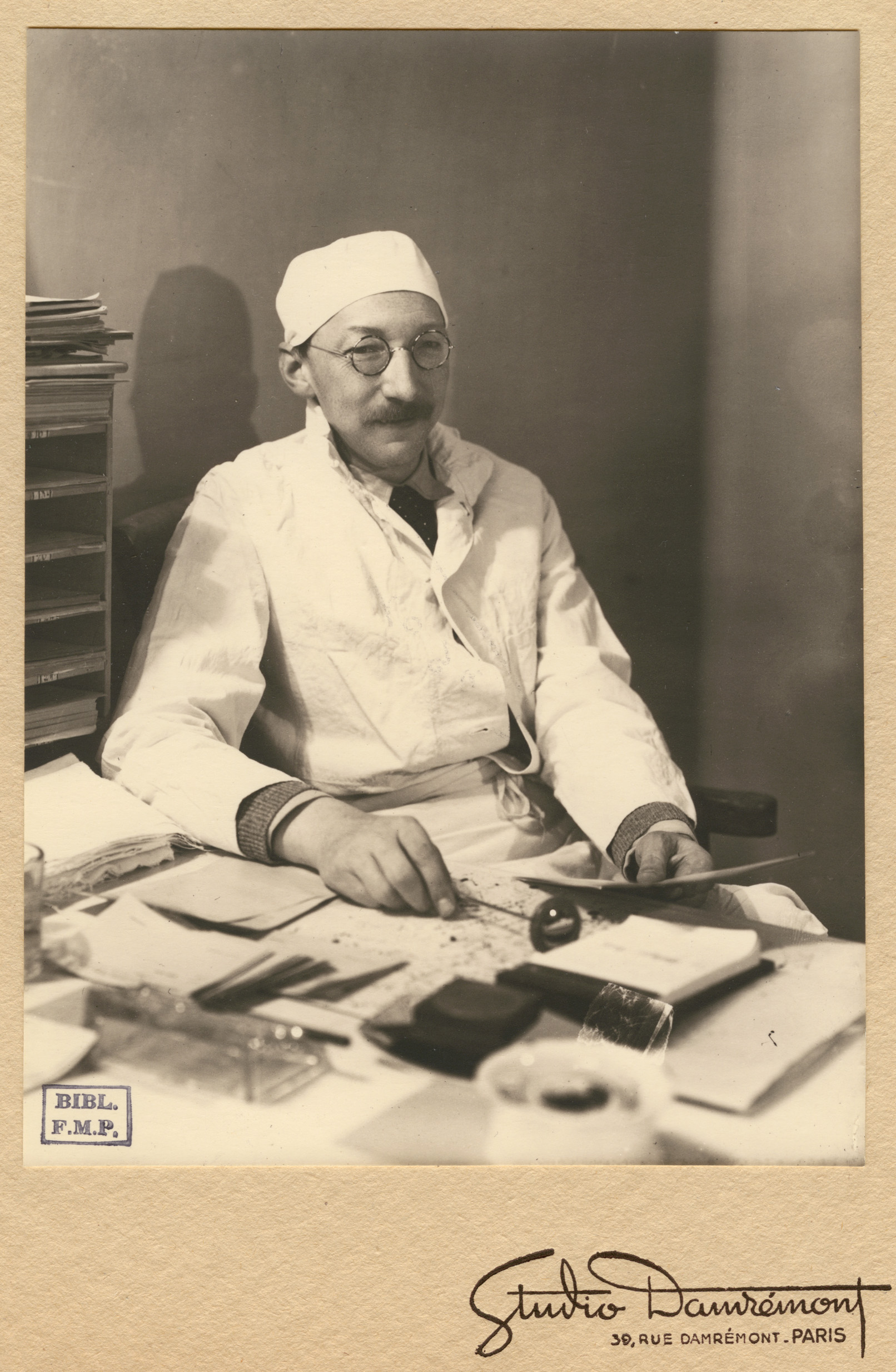
Édouard Pichon (1890-1940) est l'un des principaux soutiens parisiens de Françoise Minkowska dans l'entre-deux-guerres.

Après la guerre, le couple Minkowski s'installe à Paris, mais Françoise Minkowska, munie de diplômes étrangers ne peut reprendre ses activités cliniques faute du temps nécessaire pour effectuer le supplément d'études requis. Poursuivant néanmoins de manière indépendante les travaux de recherches commencés au Burghölzli, et fermement soutenue par le psychanalyste Édouard Pichon, l'un des pionniers de la pédopsychiatrie, elle décrit une nouvelle « constitution » psychopathologique (selon la terminologie nosographique de l'époque), la constitution épileptoïde (ou glischroïdie), venant s'ajouter aux constitutions dites « schizoïde » et « cycloïde ».

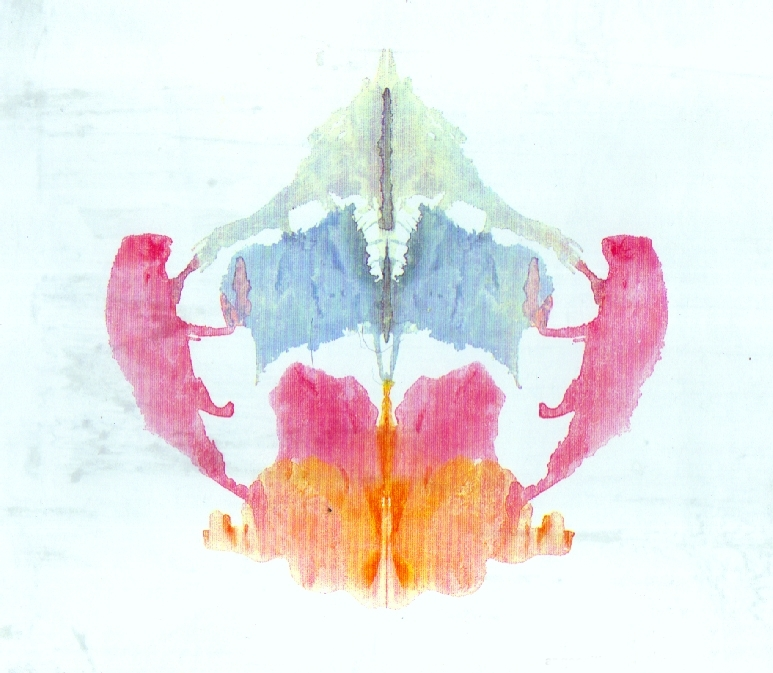
Un exemple de test de Rorschach utilisant des encres colorées.

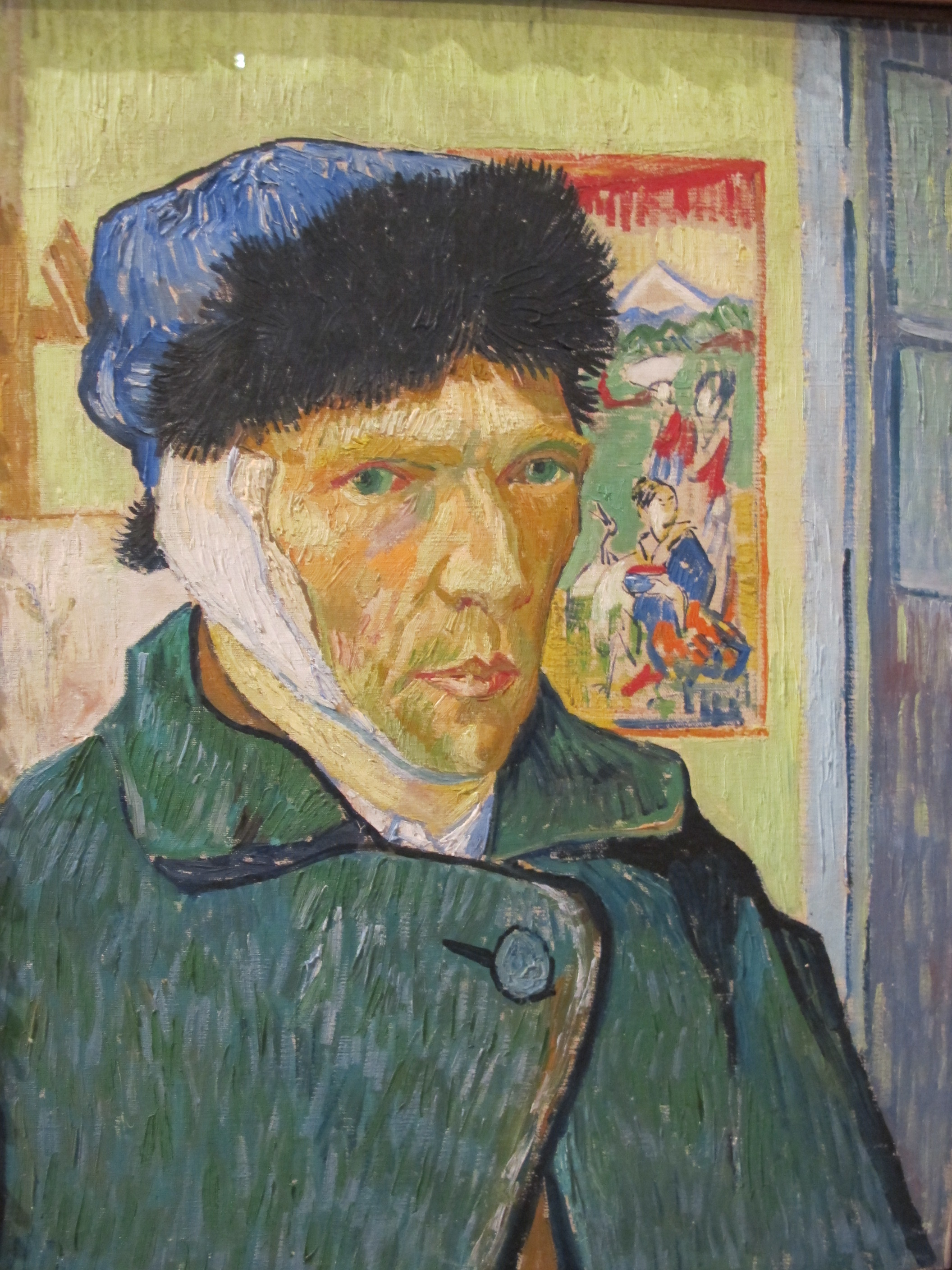
Vincent van Gogh : Autoportrait à l'oreille bandée (1889). Les troubles comportementaux de l'artiste s'expliquaient selon F. Mikowska par une « constitution épileptoïde ».

À partir de 1926, elle se consacre avec passion à l'étude de la vie de Vincent van Gogh, soutenant que la maladie de l'artiste n'était pas la schizophrénie, mais l'épilepsie « glischroïde ».
Durant la Seconde Guerre mondiale, Françoise Minkowska et son mari survivent à l'Occupation en vivant dans la clandestinité, mais sans jamais chercher à dissimuler leur identité juive. En 1943, arrêtés sur dénonciation, Françoise Minkowska et son mari échappent de justesse à la déportation grâce à l'intervention de leur ami le psychanalyste Michel Cénac (1891-1965),.

### Dernières années et mort
Françoise Minkowska meurt à 68 ans, le 15 novembre 1950, avant d'avoir pu publier son ouvrage sur le test de Rorschach qu'elle préparait. Un recueil de ses articles, dont certains étaient inédits, est cependant publié à titre posthume en 1956. Son oraison funèbre est prononcée au nom de la revue L'Évolution psychiatrique par Jacques Lacan.

### Postérité
Françoise Minkowska laisse son nom à une association fondée en 1962 par son mari, l'association des Amis de Françoise Minkowska, ainsi qu'au Centre Françoise Minkowska, un institut psychiatrique pour réfugiés et migrants à Paris.

## Publications
- « Recherches généalogiques et problèmes touchant aux caractères (et en particulier à celui de l'épileptoïde) », Annales médico-psychologiques,‎ juillet 1923
- Épilepsie et schizophrénie dupoint de vue del'hérédité, 1937
- « Le test de Rorschach chez les enfants juifs victimes des lois raciales », Revue de psychiatrie infantile, vol. 14, no 4,‎ 1947, p. 133-147
- Le Rorschach : À la recherche du monde des formes, Paris, L'Harmattan, 2003
- Van Gogh : sa vie, sa maladie et son œuvre  (préf. Eugène Minkowski), Paris, L'Harmattan, 2007 (lire en ligne)